# Pablo Guiñazú
Pablo Horacio Guiñazú (General Cabrera, Córdoba; 26 de agosto de 1978) es un exfutbolista y entrenador argentino que jugaba como volante central.
Es considerado un auténtico ídolo en Internacional de Porto Alegre y Talleres. En este último club anotó el gol con el que derrotó a All Boys y ascendió a Primera División y está entre los jugadores más veteranos en la historia del club cordobés. También formó parte del plantel de Independiente que consiguió el título en el Torneo Apertura 2002.
El 1 de marzo de 2019 anunció su retiro del fútbol profesional. Posteriormente, fue director técnico en Atlético Tucumán, Peñarol, Sol de América y Talleres, club en el que también ejerció el cargo de director deportivo.

## Trayectoria

### Inicios
A los 14 años debutó en la primera de Acción Juvenil, equipo de General Deheza; institución a la que llegó a la temprana edad de 7 años.
“A los 14 años llegué a la primera. Me hizo debutar ‘el Cacho” Fandiño, un fenómeno. Jugaba tipo enganche y tuve la suerte de hacer varios goles en la Primera de la Liga de Río Cuarto”, declaró Guiñazú ante el diario La Voz del Interior.
Intentó probarse en Talleres de Córdoba pero finalmente decidió quedarse en Acción Juvenil.
“Estuve dos días en Córdoba, probándome, pero mi decisión fue seguir jugando en la Primera de Acción Juvenil. Al año surgió la posibilidad de ir a Newell’s y eso hice”, contó en una entrevista con El Gráfico.

### Newell's
Pablo Guiñazú llegó a Newell's con 17 años en 1996 y debutó con la camiseta de la "Lepra" el domingo 3 de noviembre de 1996 en el clásico frente a Rosario Central; en el Gigante de Arroyito, y el partido finalizó 1-1. “El Cholo” ingresó a los 13 minutos del segundo tiempo, en reemplazo de Damián Manso. Permaneció por 4 años más en el equipo hasta que es fichado por el Perugia de Italia.

### Perugia Calcio
Luego de sus años en Newell's, el Perugia italiano, en aquel momento equipo de la primera división de aquel país, contrato al cordobés tras varias idas y vueltas. Estuvo 6 meses, disputando 24 partidos y marcando 1 gol.

### Independiente
Luego de un breve paso por Italia, llegó al "Rojo" de Avellaneda a mediados del año 2001. Integró el brillante equipo del 2002 que ganó de punta a punta el torneo con un juego brillante y admirable. Luego de un breve paso, aunque exitoso en Independiente, regresa a Newell's un par de meses para migrar definitivamente al futbol ruso, más precisamente al Saturn.

### FC Saturn
En el 2004 llegó a Rusia para jugar en el Saturn al lado de sus compatriotas Lucas Pusineri, Adrián Bastia y Nicolás Pavlovich. Permaneció por un breve periodo de tiempo en Rusia, para luego ser fichado por Libertad.

### Libertad
Llegó al Club Libertad a mediados del 2004; firmó contrato por un año y estuvo a préstamo con una opción de compra definitiva. A cambio, Saturn de Rusia se llevó al atacante Freddy Bareiro, quien brillara con su selección en los Juegos Olímpicos de Atenas 2004.  Tendría un segundo paso por el equipo en el año 2013. Consiguió salir campeón de la Primera División con el equipo en el 2006.

### Internacional
Llega a mediados del 2007 al club procedente de Libertad, ese mismo año tras una irregular campaña consigue clasificar a la Copa Sudamericana 2008, ese fue una gran torneo para el "Cholo" ya que jugó casi todos los partidos con Internacional siendo campeón.
Jugó también la Copa Sudamericana 2009 justo este año sale subcampeón de la Copa Brasil 2009 y del Campeonato Brasileño de Serie A. También fue parte del plantel campeón de la Copa Libertadores en 2010.

### Vasco da Gama

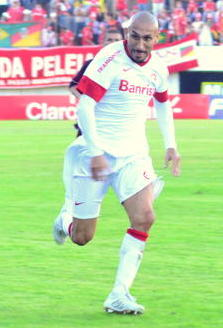
Guiñazú en el año 2012

Llega a mediados del 2013 al Vasco da Gama descendiendo ese mismo año, al año siguiente luego de una gran campaña logra ascender con el club brasileño. En el 2015 desciende nuevamente con el equipo vasco.

### Talleres
El 22 de enero de 2016 llega a Talleres, club del cual es hincha, para afrontar un nuevo desafío sobre el final de su carrera;  Es el décimo cuarto refuerzo del equipo para la temporada y fue una de las revelaciones del mercado de transferencias, los medios de comunicación de Buenos Aires en su mayoría estaban impresionados y llegaron a publicar de que "Talleres sacudió el mercado" con su llegada.

Su debut se produjo en la octava fecha de la Primera B Nacional 2016 contra Nueva Chicago, no pudo estar desde el inicio del campeonato debido a una lesión sufrida en un entrenamiento. Concretaría una campaña estupenda con la institución cordobesa, consiguiendo el ascenso a la máxima categoría del fútbol argentino y marcando el tanto decisivo frente a All Boys en Floresta a los 95 minutos de partido; un tanto sin dudas histórico que quedará en la memoria de todos los hinchas del "Matador" de Barrio Jardín. El gol más importante sin dudas de su carrera.  Para el, haber conseguido la B Nacional de esa forma fue más importante que el haber conseguido la Copa Libertadores. El mismo relató sus sentimientos al concluir el partido:
“Entró porque tenía que entrar. Yo no soy de patear al arco casi nunca, pero cuando me vi bien perfilado frente al arco y sabiendo que el partido se terminaba, no me quedó otro remedio que patear. ¡Y por suerte entró!”, dijo secándose el sudor de la cabeza calva.
Con el equipo ya en Primera División, finalmente da el "sí" y renueva su vínculo con la institución por un año más, se transforma en un referente tanto afuera como adentro de la cancha; y un importante mentor de algunos "pibes" del club, entre ellos; Emanuel Reynoso. Con sus más de 38 años disputando ya la Primera División del fútbol argentino fue uno de los jugadores más destacados del mediocampo de la Temporada 2016/17, llegando a estar entre los mediocampistas con mayor cantidad de balones recuperados del torneo y encabeza la lista de mayor cantidad de pases correctos. Finaliza una campaña regular pero bastante buena, y ante la insistencia de la dirigencia de Talleres renueva su vínculo con la institución por un año más, hasta mediados de 2018.
En el inicio de la nueva temporada pasa a formar parte del listado de jugadores más veteranos en la historia de Talleres en jugar la Primera División. Pablo Guiñazú fue premiado como mejor mediocampista de la Superliga Argentina de fútbol 2017/2018. 
Luego de 3 años de muy buen nivel y siendo uno de los referentes del plantel y uno de los jugadores más reconocidos del equipo en los últimos años, anunció oficialmente su retiro el 1 de marzo de 2019 en el Estadio La Boutique. La noticia cayó fuerte en el fútbol argentino, fue tendencia en las redes sociales a lo largo de toda la tarde.

## Selección nacional
Ha sido convocado para la Selección Argentina, donde ha jugado 16 partidos internacionales hasta el momento; siendo convocado por Marcelo Bielsa, José Néstor Pekerman y Alejandro Sabella. También ha sido internacional en partidos eliminatorios al Mundial de Brasil 2014, debido a su gran rendimiento en el Internacional de Porto Alegre.

## Estadísticas
Datos actualizados al fin de la carrera deportiva.
| Newell's Old Boys Argentina |               |               |     |    |    |    |    |    |    |     |     |    |
| 1.ª                         | A-1996        | 5             | 0   | -  | -  | -  | -  | -  | -  | 5   | 0   |    |
| 1.ª                         | C-1997        | 13            | 1   | -  | -  | -  | -  | -  | -  | 13  | 1   |    |
| 1.ª                         | A-1997        | 13            | 0   | -  | -  | -  | -  | -  | -  | 19  | 0   |    |
| 1.ª                         | C-1998        | 12            | 0   | -  | -  | -  | -  | -  | -  | 12  | 0   |    |
| 1.ª                         | A-1998        | 16            | 1   | -  | -  | -  | -  | -  | -  | 16  | 1   |    |
| 1.ª                         | C-1999        | 13            | 0   | -  | -  | -  | -  | -  | -  | 13  | 0   |    |
| 1.ª                         | A-1999        | 15            | 0   | -  | -  | -  | -  | -  | -  | 15  | 0   |    |
| 1.ª                         | C-2000        | 14            | 1   | -  | -  | -  | -  | -  | -  | 14  | 1   |    |
| 1.ª                         | A-2000        | 3             | 1   | -  | -  | -  | -  | -  | -  | 3   | 1   |    |
| 1.ª                         | A-2003        | 19            | 0   | -  | -  | -  | -  | -  | -  | 19  | 0   |    |
| Total club                  | Total club    | 123           | 4   | 0  | 0  | 0  | 0  | 0  | 0  | 123 | 4   |    |
| Perugia · Italia            |               |               |     |    |    |    |    |    |    |     |     |    |
| 1.ª                         | 2000-01       | 14            | 0   | -  | -  | -  | -  | -  | -  | 14  | 0   |    |
| Total club                  | Total club    | 14            | 0   | 0  | 0  | 0  | 0  | 0  | 0  | 14  | 0   |    |
| Independiente Argentina     |               |               |     |    |    |    |    |    |    |     |     |    |
| 1.ª                         | A-2001        | 15            | 1   | -  | -  | -  | -  | 6  | 0  | 21  | 1   |    |
| 1.ª                         | C-2002        | 18            | 0   | -  | -  | -  | -  | -  | -  | 18  | 0   |    |
| 1.ª                         | A-2002        | 18            | 0   | -  | -  | -  | -  | -  | -  | 18  | 0   |    |
| 1.ª                         | C-2003        | 18            | 0   | -  | -  | -  | -  | -  | -  | 18  | 0   |    |
| Total club                  | Total club    | 69            | 1   | 0  | 0  | 0  | 0  | 6  | 0  | 75  | 1   |    |
| Saturn · Rusia              |               |               |     |    |    |    |    |    |    |     |     |    |
| 1.ª                         | 2004          | 24            | 1   | -  | -  | -  | -  | -  | -  | 24  | 1   |    |
| Total club                  | Total club    | 24            | 1   | 0  | 0  | 0  | 0  | 0  | 0  | 24  | 1   |    |
| Libertad Paraguay           |               |               |     |    |    |    |    |    |    |     |     |    |
| 1.ª                         | 2005          | 31            | 1   | -  | -  | -  | -  | 6  | 0  | 37  | 1   |    |
| 1.ª                         | 2006          | 30            | 1   | -  | -  | -  | -  | 16 | 1  | 46  | 2   |    |
| 1.ª                         | 2007          | 17            | 0   | -  | -  | -  | -  | 9  | 0  | 26  | 0   |    |
| 1.ª                         | A-2013        | 18            | 0   | -  | -  | -  | -  | 6  | 0  | 24  | 0   |    |
| Total club                  | Total club    | 96            | 2   | 0  | 0  | 0  | 0  | 37 | 1  | 133 | 3   |    |
| Internacional · Brasil      |               |               |     |    |    |    |    |    |    |     |     |    |
| 1.ª                         | 2007          | 18            | 0   | -  | -  | -  | -  | -  | -  | 18  | 0   |    |
| 1.ª                         | 2008          | 27            | 0   | -  | -  | 2  | 1  | 7  | 0  | 36  | 1   |    |
| 1.ª                         | 2009          | 32            | 1   | 11 | 0  | 3  | 0  | 5  | 0  | 51  | 1   |    |
| 1.ª                         | 2010          | 26            | 0   | 12 | 0  | -  | -  | 16 | 0  | 54  | 0   |    |
| 1.ª                         | 2011          | 30            | 0   | 12 | 0  | -  | -  | 9  | 0  | 51  | 0   |    |
| 1.ª                         | 2012          | 28            | 0   | 7  | 0  | -  | -  | 8  | 0  | 43  | 0   |    |
| Total club                  | Total club    | 161           | 1   | 42 | 0  | 5  | 1  | 45 | 0  | 253 | 2   |    |
| Vasco da Gama · Brasil      |               |               |     |    |    |    |    |    |    |     |     |    |
| 1.ª                         | 2013          | 5             | 0   | -  | -  | -  | -  | -  | -  | 5   | 0   |    |
| 2.ª                         | 2014          | 26            | 0   | 15 | 0  | 4  | 0  | -  | -  | 45  | 0   |    |
| 1.ª                         | 2015          | 21            | 0   | 14 | 0  | 9  | 0  | -  | -  | 44  | 0   |    |
| Total club                  | Total club    | 52            | 0   | 29 | 0  | 13 | 0  | 0  | 0  | 94  | 0   |    |
| Talleres Argentina          |               |               |     |    |    |    |    |    |    |     |     |    |
| 2.ª                         | 2016          | 13            | 1   | -  | -  | -  | -  | -  | -  | 13  | 1   |    |
| 1.ª                         | 2016-17       | 29            | 0   | -  | -  | 2  | 0  | -  | -  | 31  | 0   |    |
| 1.ª                         | 2017-18       | 23            | 0   | -  | -  | 1  | 0  | -  | -  | 23  | 0   |    |
| 1.ª                         | 2018-19       | 16            | 0   | -  | -  | 2  | 0  | 4  | 0  | 21  | 0   |    |
| Total club                  | Total club    | 68            | 1   | 0  | 0  | 5  | 0  | 4  | 0  | 77  | 1   |    |
| Total carrera               | Total carrera | Total carrera | 607 | 10 | 71 | 0  | 23 | 1  | 92 | 1   | 793 | 12 |
| 1. 2. 3. 4.                 |               |               |     |    |    |    |    |    |    |     |     |    |

### Selección nacional
| Selección              | Años            | PJ | G |
| ---------------------- | --------------- | -- | - |
| Selección de Argentina | 2003-2011; 2013 | 16 | 0 |
| Total                  | Total           | 16 | 0 |

#### Estadísticas como técnico
| Equipo                     | Div                  | Torneo                 | Estadísticas | Estadísticas | Estadísticas | Estadísticas | Estadísticas | Estadísticas | Estadísticas | Estadísticas | Estadísticas |
| Equipo                     | Div                  | Torneo                 | PJ           | G            | E            | P            | GF           | GC           | DG           | Efectividad  | Puntos       |
| -------------------------- | -------------------- | ---------------------- | ------------ | ------------ | ------------ | ------------ | ------------ | ------------ | ------------ | ------------ | ------------ |
| Atlético Tucumán Argentina | 1.ª                  |                        |              |              |              |              |              |              |              |              |              |
| Atlético Tucumán Argentina | 1.ª                  | Torneo LPF 2021        | 6            | 0            | 2            | 4            | 5            | 16           | -11          | 11.11%       | 2            |
| Atlético Tucumán Argentina | Total                | Total                  | 6            | 0            | 2            | 4            | 5            | 16           | -11          | 11.11%       | 2            |
| Sol de América Paraguay    | 1.ª                  |                        |              |              |              |              |              |              |              |              |              |
| Sol de América Paraguay    | 1.ª                  | Clausura 2022          | 21           | 5            | 5            | 11           | 21           | 33           | -12          | 31.75%       | 20           |
| Sol de América Paraguay    | 1.ª                  | Copa Paraguay 2022     | 2            | 0            | 1            | 1            | 1            | 4            | -3           | 16.67%       | 1            |
| Sol de América Paraguay    | Total                | Total                  | 23           | 5            | 6            | 12           | 22           | 37           | -15          | 30.43%       | 21           |
| Talleres (C) Argentina     | 1.ª                  |                        |              |              |              |              |              |              |              |              |              |
| Talleres (C) Argentina     | 1.ª                  | Apertura 2025          | 3            | 1            | 1            | 3            | 5            | 6            | -1           | 26.67%       | 4            |
| Talleres (C) Argentina     | 1.ª                  | Copa Libertadores 2025 | 2            | 0            | 0            | 2            | 2            | 5            | -3           | 0%           | 0            |
| Talleres (C) Argentina     | Total                | Total                  | 7            | 1            | 1            | 5            | 7            | 11           | -4           | 19.05%       | 4            |
| Total en sus Equipos       | Total en sus Equipos | Total en sus Equipos   | 36           | 6            | 9            | 21           | 34           | 64           | -30          | 25%          | 27           |

## Palmarés

### Campeonatos regionales
| Título             | Club          | Estado             | Año  |
| ------------------ | ------------- | ------------------ | ---- |
| Campeonato Gaúcho  | Internacional | Río Grande del Sur | 2008 |
| Campeonato Gaúcho  | Internacional | Río Grande del Sur | 2009 |
| Campeonato Gaúcho  | Internacional | Río Grande del Sur | 2011 |
| Campeonato Gaúcho  | Internacional | Río Grande del Sur | 2012 |
| Campeonato Carioca | Vasco da Gama | Río de Janeiro     | 2015 |

### Campeonatos nacionales
| Título               | Club          | País      | Año    |
| -------------------- | ------------- | --------- | ------ |
| Primera División     | Independiente | Argentina | A-2002 |
| Campeonato Paraguayo | Libertad      | Paraguay  | 2006   |
| Primera B Nacional   | Talleres      | Argentina | 2016   |

### Copas internacionales
| Título              | Club          | Sede         | Año  |
| ------------------- | ------------- | ------------ | ---- |
| Copa Sudamericana   | Internacional | Porto Alegre | 2008 |
| Copa Suruga Bank    | Internacional | Ōita         | 2009 |
| Copa Libertadores   | Internacional | Porto Alegre | 2010 |
| Recopa Sudamericana | Internacional | Porto Alegre | 2011 |

### Distinciones individuales
| Distinción                                         | Año  |
| -------------------------------------------------- | ---- |
| Miembro del Equipo Ideal de América                | 2012 |
| Mejor volante de la Superliga Argentina            | 2018 |
| Premio a la trayectoria por la Superliga Argentina | 2019 |